# Lachnocrepis
Lachnocrepis is een geslacht van kevers uit de familie van de loopkevers (Carabidae). De wetenschappelijke naam van het geslacht is voor het eerst geldig gepubliceerd in 1853 door LeConte.

## Soorten
Het geslacht Lachnocrepis omvat de volgende soorten:
- Lachnocrepis japonica (Bates, 1873)
- Lachnocrepis parallela (Say, 1830)
- Lachnocrepis prolixa (Bates, 1873)